# 藍田（廣田邨）巴士總站
藍田（廣田邨）巴士總站（英文：Lam Tin (Kwong Tin Estate) Bus Terminus）位於香港觀塘區藍田碧雲道。
本站為香港史上非空調巴士(熱狗巴士)最後一站，由九巴16線8部熱狗擔任，於2012年5月9日01:20全數抵達本站，完成近一世紀的非空調巴士歷史任務。

## 總站路線資料（巴士）

### 九龍巴士14B線
- 牛頭角 ↔ 藍田（廣田邨） (常規班次）
- 未找到該路綫的special資料，請複查Module:香港巴士/klnt。 (特別班次）

1967年9月16日起投入服務，取代六七暴動時停駛的11D，最初往來油塘至觀塘碼頭，1968年4月20日延長至牛頭角，油塘總站則遷往欣榮街（即現時油塘邨貴塘樓附近），來回程駛經偉業街。當年人口稠密的油塘和牛頭角公共屋邨、高密度發展的觀塘工業區，以及有渡海小輪往來中環、北角、西灣河等地的觀塘碼頭，造就了本路線的黃金時代。為配合位於藍田（南）的公共屋邨－－廣田邨落成入伙，本線遂於1993年2月28日起，從油塘總站（即現時聖道學校附近）延長至藍田（廣田邨），並來回程繞經裕民坊，自此開通了廣田邨經高超道往返觀塘市中心的公共交通服務。隨著本地工業式微、觀塘區公共房屋陸續拆卸重建，使本線需求下降，從1995年5月22日起不再途經觀塘工業區及欣榮街，使得行走路線更為直接。現時本線穿梭於藍田碧雲道、油塘鯉魚門道、觀塘市中心、牛頭角道一帶，為沿線乘客服務。

### 九龍巴士14D線（特別班次）
- 藍田（廣田邨） → 彩虹

2011年8月25日投入服務，主要疏導小巴60線於早上繁忙時間的乘客，只在早上學校上課日繁忙時間行駛。途經秀茂坪、四順、清水灣道、彩雲邨、坪石、彩虹邨等地方。

### 九龍巴士15X線
- 藍田（廣田） ↔ 紅磡站

### 九龍巴士16、16X線
- 16：藍田（廣田邨） ↔ 旺角（柏景灣）
- 16X：藍田（廣田邨） ↔ 旺角（柏景灣）

1975年3月16日起投入服務，初期往來藍田（北）至大角咀碼頭。配合位於碧雲道的公共房屋逐步落成入伙，遂於1993年8月26日延長至藍田（廣田邨）。現時主要為乘客提供往返藍田（廣田邨、德田邨、興田邨等公共房屋）、觀塘、九龍灣、新蒲崗、九龍城、旺角、大角咀（西九龍填海區）的服務。
香港史上最後一班非空調巴士由本線擔任。於2012年5月9日01:20全數抵達本站。

### 九龍巴士215P線
- 藍田（廣田邨） → 九龍站

於2012年9月28日起投入服務，途經藍田碧雲道、油塘高超道、鯉魚門道、觀塘市中心、九龍灣、啟德隧道、東九龍走廊、尖沙咀東及尖沙咀，只於平日上午繁忙時間開出一班，為215X的特別班次。

### 九龍巴士215X線
- 藍田（廣田邨） ↔ 九龍站

1982年11月26日起，本線前身15X投入服務，初時往來藍田（北）←→尖沙咀（太陽廣場）（現稱力寶太陽廣場），是本港首批市區特快巴士路線。位於尖沙咀的總站曾兩度搬遷，分別於1985年和1987年遷往中間道和漢口道。隨著1991年德田邨入伙，碧雲道一帶的需求增加，遂於1992年12月14日從藍田（北）延長至藍田（廣田邨），成為首條服務碧雲道的巴士路線。另於1995年5月22日進行重組，服務水平大幅度提升。服務時間從只服務平日上、下午繁忙時間，提升至每天全日服務，派車從全線兩軸雙層非空調巴士提升至全線三軸雙層空調巴士，路線編號改為215X，往來藍田（廣田邨）←→佐敦道（廣東道），以代替部份14X的服務。1998年6月22日，配合地鐵（現稱港鐵）東涌綫通車，從佐敦道（廣東道）延長至九龍地鐵站（現稱九龍站）。自此，佐敦道（廣東道）退出總站行列，以「佐敦道」為首的總站只剩下「佐敦道碼頭」一個。本線以直接的路線和快捷的旅程作賣點，途經多個大型住宅區、展覽場地、商業大廈和購物商場，亦可接駁跨境交通服務，這些地方包括德田邨、匯景花園、觀塘市中心、創紀之城5期（apm）、創紀之城1、2、3、6、7期、Landmark East、企業廣場5期（MegaBox）及鄰近數座商業大廈、國際展貿中心（Emax）、香港理工大學、尖沙咀東部商業區、香港科學館、香港歷史博物館、香港文化中心、香港太空館、香港藝術館、星光大道、1881 Heritage（前水警總部）、海港城、中國客運碼頭（中港城）、機場快綫九龍站及上蓋豪宅、圓方、環球貿易廣場、西九文化區及廣深港高速鐵路香港段西九龍站，不僅得到觀塘區和將軍澳的居民熱烈支持，同時亦成為各類型公司的客戶代表穿梭於尖沙咀、九龍灣和觀塘之間的公共交通路線。故此，在服務時段內任何時間，均有機會出現客滿的情況，更需於平日早上加開不停紅磡（曲街）巴士站的單向服務來疏導龐大客量。

### 九龍巴士R215線
- 藍田（廣田邨）→ 尖沙咀（麼地道）

## 總站路線資料（專線小巴）

### 九龍區專線小巴62S線
- 藍田（廣田邨） ↔ 尖沙咀（海防道）

### 九龍區專線小巴63線
- 藍田（廣田邨） ↔ 觀塘（裕民坊）

### 九龍區專線小巴76A線
- 藍田（廣田邨） ↔ 基督教聯合醫院

## 途經路線資料（巴士）

### 九龍巴士216M線
- 藍田站 ↺ 油塘站

1993年5月2日起投入服務，往來藍田（廣田邨）←→藍田地鐵站（循環線）。2002年8月3日起，配合前地鐵將軍澳綫於翌日起投入服務，率先把路線伸延至油塘，往來藍田地鐵站←→油塘地鐵站（循環線），巴士往油塘方向會繞經藍田（廣田邨）巴士總站。2007年12月，前地鐵和前九廣鐵路正式合併為「港鐵」，九巴亦同時統一全港鐵路車站的巴士站名稱為「鐵路站」。

## 過往路線資料

### 九龍巴士216S線
來往九龍車站及廣田並於1996年更改編號以及延長路線。乘客可以步行前往金栢閣乘搭N216線。

### 九龍區專線小巴63M線
2002年8月3日起投入服務，來往此站與油塘地鐵站（鯉魚門道），以配合前地鐵將軍澳綫的油塘站啟用。受到其他公共交通服務的競爭及客量偏低，小巴營辦商曾經不派車行走。其後於2012年7月2日，總站由鯉魚門道遷往油塘公共運輸交匯處，一度重新派車行走，最後亦因客量持續偏低而於2013年7月28日取消服務。

## 車坑分佈
| 1 | 單坑 | 九龍巴士14B線             |
| 2 | 單坑 | 九龍巴士15X、215P、216M線 |
| 3 | 單坑 | 九龍巴士215X線            |
| 4 | 雙坑 | 九龍巴士16、16X線         |
| 5 | 單坑 | 專線小巴63線              |
| 6 | 單坑 | 專線小巴76A線             |

## 軼事
2012年5月8日是九巴最後一日提供非空調巴士服務的日子。隨著香港史上最後一班開出的載客非空調專營巴士班次（車牌GL258，為九巴16線全冷前的其中一部非空調巴士掛牌，亦是最後一班開出的載客非空調專營巴士班次）於5月9日01:20駛入本總站，並於01:30離開總站回廠，正式為非空調專營巴士在香港境內的載客服務生涯畫上句號。自此香港非空調專營巴士服務告終，香港專營巴士全面空調化。

## 外部連結
- 九巴（页面存档备份，存于）